# La Grève-sur-Mignon

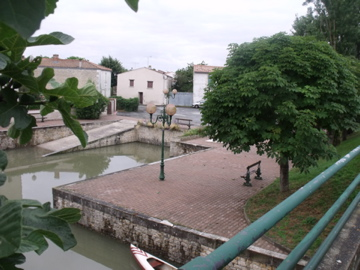

La Grève-sur-Mignon là một xã trong tỉnh Charente-Maritime trong vùng Nouvelle-Aquitaine tây nam nước Pháp. Xã này nằm ở khu vực có độ cao trung bình 8 mét trên mực nước biển.

## Dân số
| Năm  | Dân số | Mật độ |
| ---- | ------ | ------ |
| 1962 | 318    | -      |
| 1968 | 366    | -      |
| 1975 | 305    | -      |
| 1982 | 298    | -      |
| 1990 | 317    | -      |
| 1999 | 361    | 31/km² |